# Puente de cuerda Carrick-a-Rede
El puente de cuerda Carrick-a-Rede es un puente colgante situado en las cercanías de Ballintoy, condado de Antrim, Irlanda del Norte. Es propiedad de National Trust y tiene una longitud de 20 metros.
Se trata de un puente situado a una altitud de 25 metros sobre el nivel del mar y que une a una pequeña isla, en la que existe una pesquería de salmones, con la costa. El puente actual data del 2008, aunque hay evidencias de un puente en el mismo lugar desde hace siglos.
Se ha convertido en una de las atracciones turísticas de Irlanda del Norte, así en 2007 tuvo una afluencia de 227.000 visitantes. La entrada tiene un coste de £8 y hay que hacer una caminata desde la entrada hasta llegar al puente.

## Galería

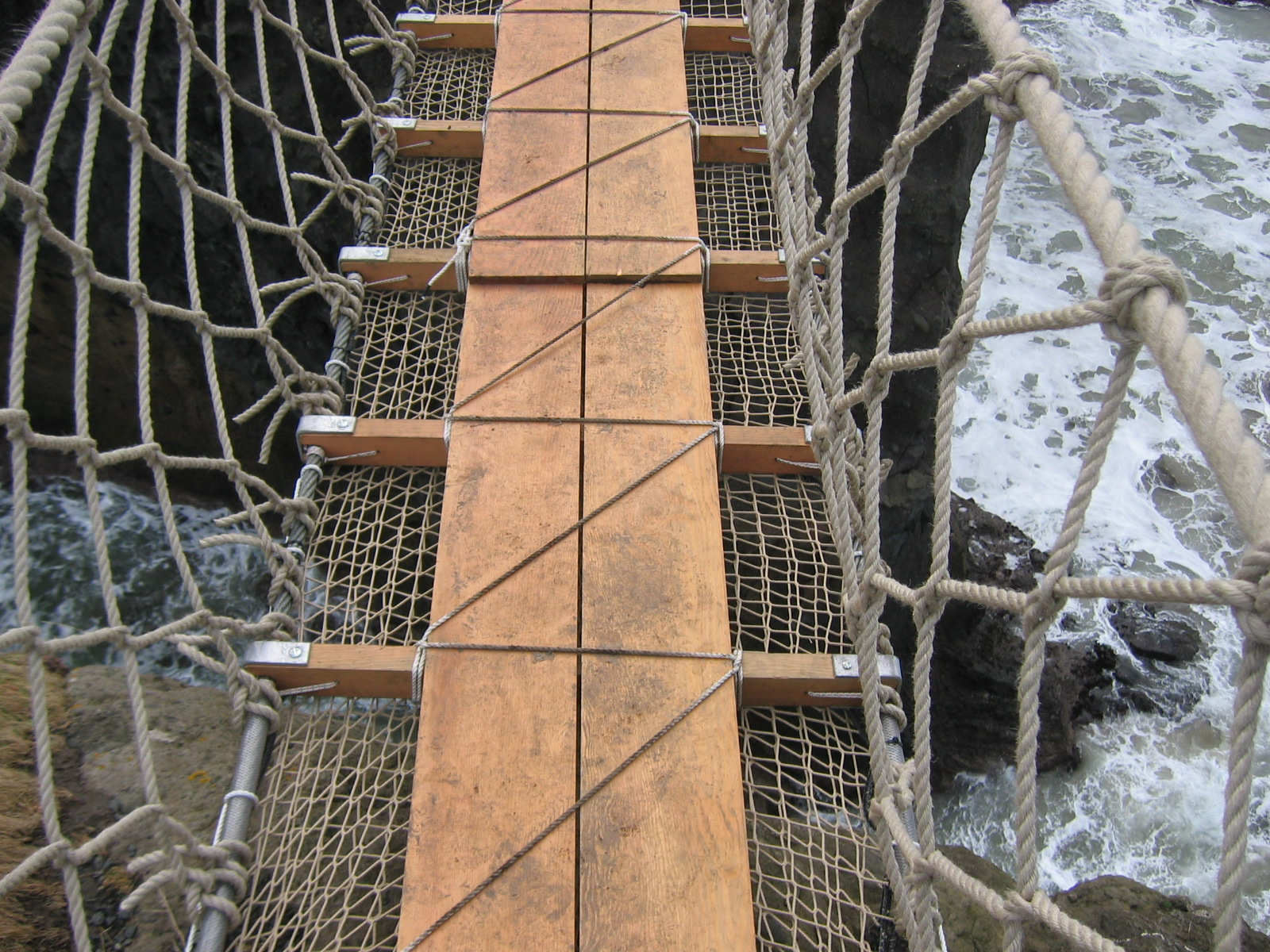
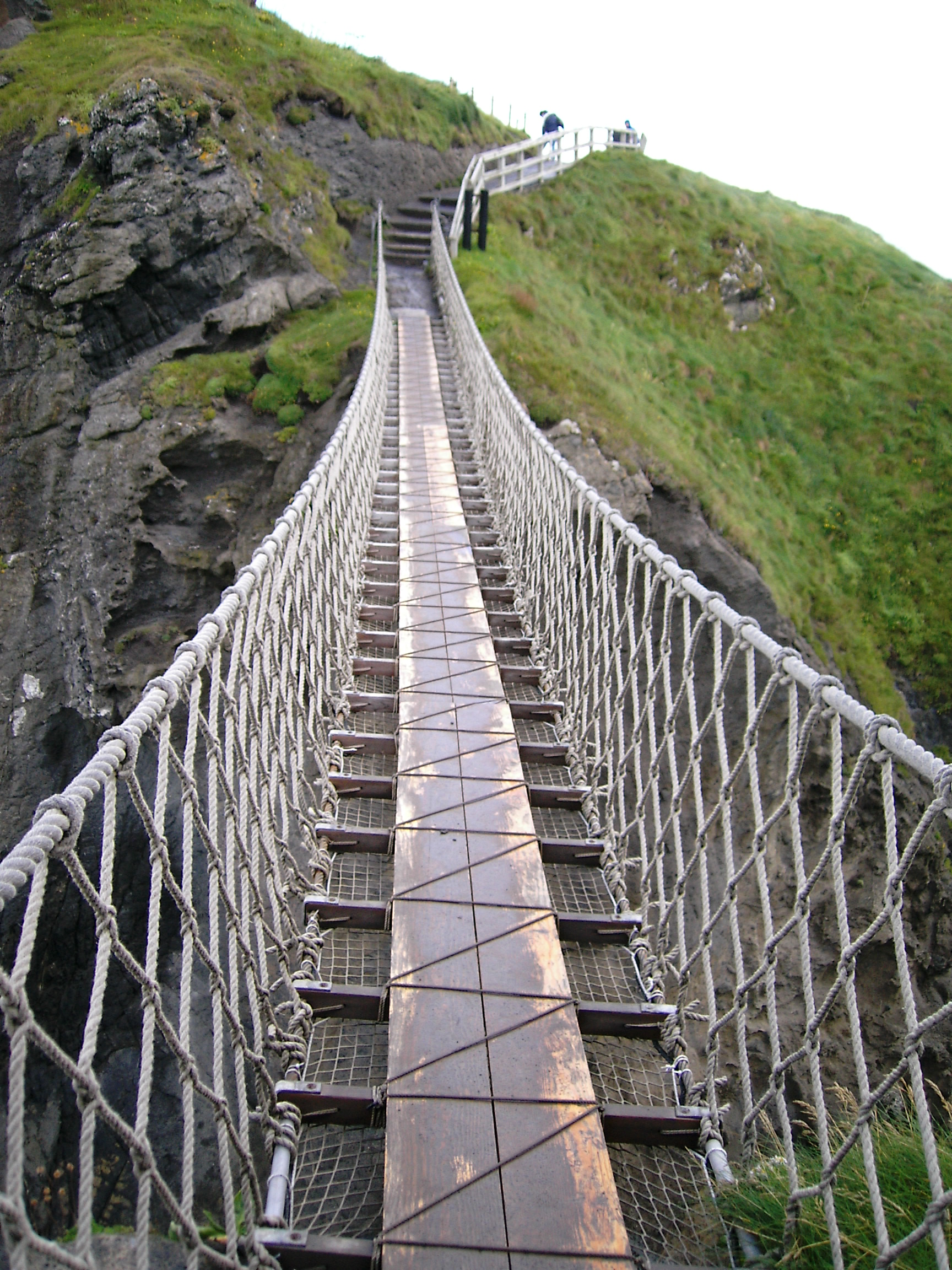
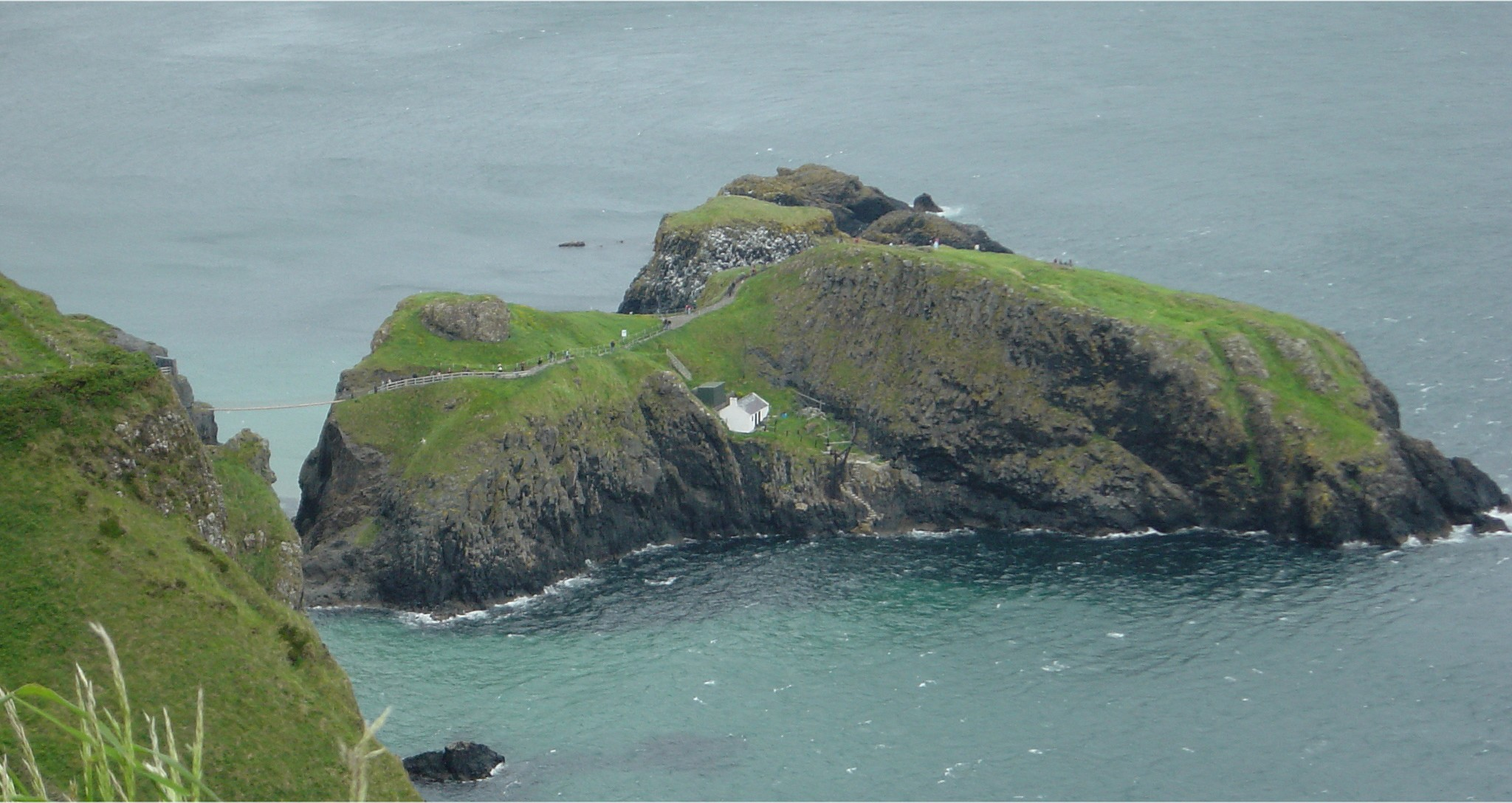
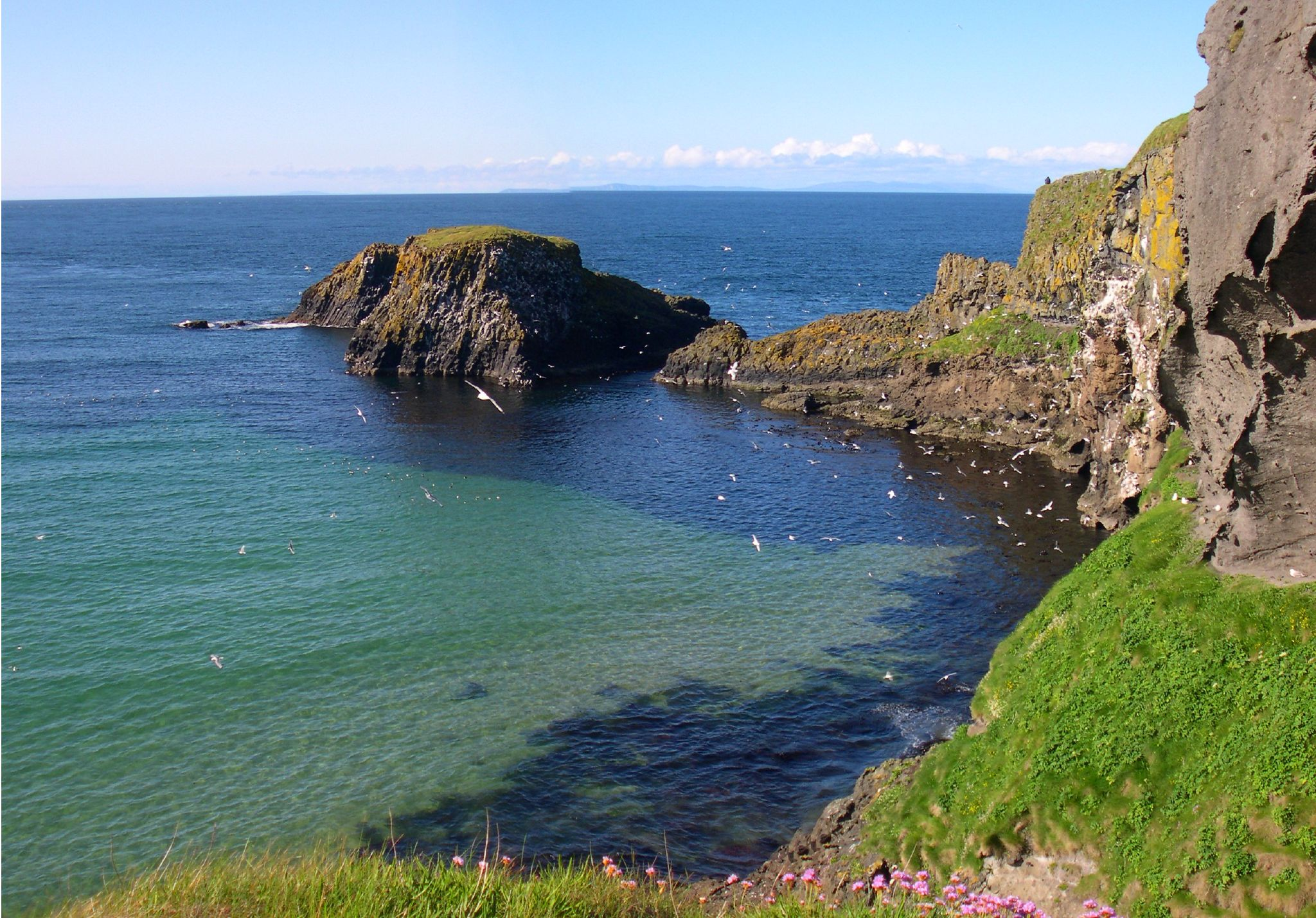
Aves en Carrick-a-Rede